# 井川かなえ
井川 かなえ（いがわ かなえ）は、日本の元AV女優。バービープロ所属。
身長:156cm。スリーサイズ:B88(F)・W54・H85。

## 略歴
2006年にAVデビュー。

## 出演作品

### アダルトビデオ
- 「アルバイトソープ嬢・１」（2006年5月22日、姦姦倶楽部）
- 「挿し突き賞（G-1） 合コン!ヤリコン!! 14」（2006年6月30日、アリウス）
- 「月刊関西ギャル 関ギャル 四条河原町の女」（2006年7月21日、アリーナエンターテイメント）
- 「着衣アクメ倶楽部 金融業受付」（2006年7月24日、姦姦倶楽部）
- 「身を売る少女 02」（2006年8月22日、ガールハント）
- 「いっぱい出してねっ」（2006年10月5日、なにわ書店）
- 「大阪露出 東京まで来れない地元娘を現地で 即ハメ!即露出！」(2006年11月13日、カルマ）…オムニバス作品　他出演:はるか、せな、森川千里
- 「大阪ムスメ」（2006年11月10日、プレステージ）
- 「女子校生制服騎乗・７」（2006年12月2日、クリスタル映像）…オムニバス作品　他出演:川上さくら、横浜みなと、愛夏ひかる、沙耶、瀬名ゆうり
- 「制服が似合う素敵な娘・12」（2007年1月13日、オーロラプロジェクト）
- 「ラブすきっ」（2007年2月10日、オーロラ・プロジェクト）
- 「乙女の旋律 禁じられた遊び」（2007年2月20日、ビービーエス）
- 「監禁陵辱ハーレム」（2007年6月30日、アリウス）…共演:藤岡えれな、香坂祐、愛田奈美
- 「コスプレ面接 メイド～ブルマ～スク水」（2007年11月20日、ビービーエス）
- 「兄妹中出し近親相姦」（2008年2月8日、GLAY'z）…オムニバス作品　他出演:ほしのみゆ、辻あずき、風間りさ、高村うる

他